# 王授榮
王 授榮（ワン・スヨク、1993年5月11日 - ）は、日本のラグビー選手。

## プロフィール
- 韓国出身[1]。
- ポジションはセンター(CTB)。
- 身長 178cm、体重 91kg
- ニックネームはワング。
- 兄の鏡聞もラグビー選手[2]（現コベルコ神戸スティーラーズ）。

## 来歴
13歳でラグビーを始めた。
朝明高校卒業後、2014年、宗像サニックスブルースに加入。
2015年9月6日に行われたトップキュウシュウAの新日鉄住金八幡戦に先発出場で日本での公式戦初出場を果たす。
2022年、宗像サニックスブルース活動休止後は、同年8月、宗像市で韓国チキン店をオープンさせて働いている。